# Ägerin
Ägerin kallas även ägirin eller akmit och är ett mörkt bergartsbildande mineral. Mineralet är ett natrium-järn-silikat som tillhör pyroxengruppen.

## Egenskaper
Färgen på mineralet är oftast svart eller grön men det kan också vara brunt. Det bildar stängliga och strålformiga aggregat men kan även uppträda som nålformiga kristaller.

## Etymologi och historia
År 1834 hittade och beskrev H M T Esmark ett nytt mineral från den lilla ön Låven i Langesundsfjorden. Han kallade mineralet ægirin efter Ægir den fornnordiske havsjätten eftersom mineralet hittats vid havskusten. År 1821 hade P H Strøm beskrivit akmit, ett mineral från Rundemyr, Øvre Eiker i Buskerud fylke i Norge. År 1871 konstaterades att akmit var samma mineral som ägirin.

## Klassning
Enligt Strunz systematik 9. utgåvan tillhör ägirin systemnummer 9.DA.25 (9= silikater; D= kedje- och bandsilikater (inosilikater); A= 2-periodiska enkelkedjor, Si2O6; 25= Na-klinopyroxener, jadeitgruppen).

## Varieteter
Urbanit är en manganhaltig mörk brunsvart varietet av ägirin.

## Bildning och förekomst
Ägerin är vanligt i alkalina bergarter såsom syeniter, nefelinsyeniter och karbonatiter. Man kan också hitta ägerin i vissa metamorfa bergarter som skiffrar och granuliter. Ägirin är en viktig beståndsdel i en rad av oslofältets magmatiska bergarter.